# Merle Frohms
Merle Frohms (Celle, 28 de janeiro de 1995) é uma futebolista alemã que atua como goleira. Atualmente joga pelo VfL Wolfsburg.

## Carreira nos clubes
Merle Frohms jogou junto com os meninos para Fortuna Celle até 2011 e foi contratado pelo VfL Wolfsburg no final de 2010. Em sua primeira temporada, ela fez parte do segundo time, mas não foi usada. Em 9 de dezembro de 2012, ela estreou em uma vitória por 3-0 contra o FSV Gütersloh 2009 no que foi seu único jogo para a temporada 2012-13. Na temporada seguinte, ela foi transferida para o segundo time, pois jogou em dezesseis partidas pelo time na 2. Frauen-Bundesliga, já que o time terminou em terceiro lugar.
A temporada 2014-15 inicialmente viu seu contrato ser estendido por mais dois anos com o diretor esportivo, Ralf Kellermann, afirmando que "ela tem um grande talento de goleira com essa perspectiva". Foi durante esta temporada que ela jogou mais três partidas pelo clube principal, que incluiu uma aparição na Liga dos Campeões, quando foi titular na semifinal contra o Paris Saint-Germain. Durante este contrato, ela foi substituta nas duas vitórias do Wolfsburg na DFB-Pokal Frauen em 2014-15 e 2015-16.
Depois de mais dois anos na equipe, ela se mudou para o clube da Bundesliga, o SC Freiburg, onde jogou 18 partidas pelo clube na primeira temporada.
Frohms ingressou no Eintracht Frankfurt em 2020, a primeira contratação do clube após a fusão com o 1. FFC Frankfurt.

## Carreira internacional
A primeira aparição de Frohms em um torneio internacional foi na final do Campeonato Feminino Sub-17 da UEFA de 2012, onde atuou como goleira principal na semifinal contra a Dinamarca antes de defender pênaltis de Chloé Froment e Ghoutia Karchouni na final para dar à Alemanha o título Sub-17 e também ganhar uma vaga na Copa do Mundo Sub-17 da FIFA. Mais tarde naquele ano, ela foi escolhida como a goleira principal da Alemanha na Copa do Mundo Feminina Sub-17 da FIFA de 2012, onde jogaria em todas as seis partidas, já que a seleção nacional terminou em quarto lugar. Ela anunciou sua aposentadoria do futebol internacional em setembro de 2024.

## Títulos
VfL Wolfsburg
- Liga dos Campeões: 2012–13, 2013–14
- Bundesliga: 2012–13, 2013–14, 2016–17, 2017–18
- DFB Pokal: 2012–13, 2014–15, 2015–16, 2016–17, 2017–18

Alemanha
- Jogos Olímpicos: 2024 (medalha de bronze)[11]